# هيف كهرمان
هيف كهرمان (مواليد 1981) هي فنانة عراقية. تركز في ممارستها الفنية على الرسم بشكل خاص، إضافةً إلى النحت والتصميم. تعكس أعمالها القضايا المثيرة للجدل المتعلقة بالجنس، تحديدا يتعلق في هوية النساء المرتبطة بخبرتها كلاجئة، وجميع القضايا التي أصابت بلدها الأم العراق. هيف حاليا تعيش وتعمل في كاليفورنيا، الولايات المتحدة.

## الحياة والمهنة
ولدت في بغداد، العراق، في عام 1981. خلال الحرب العراقية الإيرانية، أمضيت هيف الكثير من وقتها في الطابق التحت الارضي من منزل عمها. يجلس كافة أقربائها حول الشموع ويلعبون ألعاب الورق. أثناء إقامتها في العراق، دخلت مدرسة الموسيقى والباليه في وسط بغداد. وفي إحدى الليالي، عبئ أسرتها سيارتهم واستأجروا مهربا لينقلهم إلى مكان أمن. لقد وصلوا إلى ستوكهولم أرلاندا، المطار في السويد، وهذا عندما أصبحت لاجئة. ثم انتقلت إلى السويد في سن الحادية عشر. التحقت بالموسيقى ودروس الباليه، لكنها قررت المغادرة بسبب عنصرية المعليمن. بدئت الرسم الزيتي في سن الثانية عشر، وبعد ذلك أقامت العديد من المعارض الناجحة في السويد. درست في أكاديمية الفن والتصميم في فلورنسا، إيطاليا. تصور أعمال كهرمان الفنية أثار الحرب، وكيف تؤثر على النساء. وتتراوح مراجعها الاسلوبية بين فن الخط اليابانية والعربي، والمنمنمات الفارسية والايقونية اليونانية.

## أعمالها
ورق، الكلمة العربية للعب الورق، هي مجموعة شخصية جدا من أعمالها. ودمجت فكرة وجود مجموعة متفرقة من البطاقات مع خبرة خمسة ملايين نازح عراقي. المهاجر 11 هو عبارة عن سلسلة من راقص ملتوي يشير إلى تشويه الذات بسبب الهجرة. يتعلق هذا العمل بتجربتها الشخصية من دخول مدرسة الموسيقى والباليه في وسط بغداد. المهاجر 3 هو صورة ذاتية عن نفسها تقطع لسانها لتمثل خسارة اللغة والتواصل عبر تجارب حياتها.

## المعارض الفردية والمجموعة
- 2017 - Hayv Kahraman: Re-Weaving Migrant Inscriptions, Jack Shainman Gallery, New York[15]
- 2017 - Hayv Kahraman: Acts of Reparation, Contemporary Art Museum St. Louis
- 2016 - Hayv Kahraman, Joslyn Art Museum, Omaha, Nebraska, October 8, 2016 – January 8, 2017
- 2016 - No Man’s Land: Women Artists from the Rubell Family Collection, Miami, Florida
- 2015 - June: A Painting Show, Sadie Coles HQ, London
- 2015 - UNREALISM: Presented by Larry Gagosian and Jeffrey Deitch.
- 2016 - Us Is Them, The Pizzuti Collection, Columbus, Ohio
- 2015 - How Iraqi Are You?, Jack Shainman Gallery, New York
- 2013 - Let the Guest be the Master, Jack Shainman Gallery, New York
- 2013 - Echoes: Islamic Art and Contemporary Artists, Curated by Kim Masteller, Nelson-Atkins Museum, Kansas, Aug 31st 2013 - March 30th 2014
- 2013 - The jameel, Art inspired by Islamic tradition, Curated by Salma Tuqan, San Antonio Museum of Art, San Antonio, May 24th 2013
- 2012 - Fertile Crescent, Rutgers Paul Robeson Gallery, Newark, Aug 13th, 2012
- 2012 - Newtopia: the State of Human Rights, Curated by Katerina Gregos, Kazerne Dossin Museum, Belgium, Dec 1st 2012
- 2009 - Marionettes, The Third Line, Doha
- Life Drawing, The Third Line, Dubai
- New Works, Thierry Goldberg Projects, New York, New York
- Solo presentation by Thierry Goldberg Projects at Volta, New York
- The 9th Sharjah Biennial, Sharjah, UAE
- Unveiled: New Art from the Middle East, The Saatchi Gallery, London, UK
- 2008 - I-Ling Eleen Lin & Hayv Kahraman, Thierry Goldberg Projects, New York, NY
- Local Produce, The Lisa Sette Gallery, Scottsdale, U.S.A
- 2007 - Life Drawing, The Third Line, Dubai, United Arab Emirate
- 2007 - International Women’s Day, Erbil, Iraq
- (2007 - Celebrating Women in the Arts, Diyarbakir, Turkey (solo
- 2006 - Daemons, Phoenix Theatre, Phoenix, U.S.A
- 2005 - Accademia di Arte e Design, Florence, Italy
- (2003 - Thoughts on Canvas, Hudiksvall’s Museum, Hudiksvall, Sweden (solo

## مقالات متعلقة
- الفن العراقي
- قائمة الفنانين العراقيين